# Vidua
Vidua là một chi chim trong họ Viduidae. Đây là các loài chim bản địa của châu Phi.

## Các loài
Chi này gồm các loài:
- Vidua chalybeata
- Vidua purpurascens
- Vidua raricola
- Vidua larvaticola
- Vidua funerea
- Vidua codringtoni
- Vidua wilsoni
- Vidua nigeriae
- Vidua maryae
- Vidua camerunensis
- Vidua macroura
- Vidua hypocherina
- Vidua fischeri
- Vidua regia
- Vidua paradisaea
- Vidua orientalis
- Vidua interjecta
- Vidua togoensis
- Vidua obtusa